# Vilhelm Thomsen
Wilhelm Ludwig Peter Thomsen (Copenhaguen, 25 de gener de 1842 - ibídem, 12 de maig de 1927) fou un lingüista danès.

## Biografia i obres
Thomsen va ser un lingüista interessat, tant en les llengües indoeuropees com en les llengües ugrofineses. Va ser professor a la Universitat de Copenhaguen. Va ocupar la seva càtedra fins al 1913. El 1901 fou elegit membre de l'Acadèmia de Ciències de Göttingen. Des del 1904 va ser membre de l'Acadèmia de Ciències de Baviera.
El 1893, va aconseguir desxifrar l'antic alfabet turc. Tres anys més tard, va publicar i va interpretar els dos textos coneguts com a inscripcions de l'Orkhon, escrites en un idioma que era diversos segles més antic que qualsevol inscripció turca prèviament coneguda.
Pels seus descobriments científics va ser premiat el 24 de gener de 1911 amb el seu ingrés en l'Ordre Prussiana Pour le Mérite de la Ciència i de les Arts com a membre estranger. El 1912, va ser guardonat amb l'Orde de l'Elefant danesa.

## Publicacions
- Den gotiske Sprogklasses Indflydelse paa den Finske, Copenhaguen 1869
- The relations between ancient Russia and Scandinavia, and the origin of the Russian state, Oxford i Londres. 1877;
- Berøringer mellem de finske og de baltiske (litauisk-lettiske) Sprog, Copenhaguen, 1890
- Déchiffrement d'inscripcions de l'Orkhon et de l'Iénisséi. Notice préliminaire, En: Bulletin de l'Academie Royale du Danemark 1893, P. 285-299.
- Inscripcions de l'Orkhon déchiffrées. Helsingfors, en 1896.
- Sprogvidenskabens Història, Copenhaguen, 1902
- Videnskabens faelessprog, Copenhaguen, 1905